# 郑庄镇 (延长县)
郑庄镇，是中华人民共和国陕西省延安市延长县下辖的一个乡镇级行政单位。
2015年，陕西省民政厅批复同意撤销郭旗乡，并入郑庄镇。

## 行政区划
郑庄镇下辖以下地区：
郑庄村、兰尧科村、新窑科村、李家砭村、党屯村、吴旗村、新庄科村、李台村、黎家河村、沙滩坪村、赵庄村、刘塔村、石马科村、散岔村、屈台村、张台村、碌碡塬村、郭旗村、丁旗村、郭旗沟村、杜家沟村、陈旗村、王仓村、王良寺村、前陈家沟村、后陈家沟村、窑则尚村和樊家圪台村。